# Archelao (Euripide)
Archelao (in greco antico: Ἀρχέλαος?) è un dramma di cui restano 31 frammenti, composto dal tragediografo Euripide in onore del sovrano Archelao I di Macedonia, dal quale il drammaturgo era stato chiamato nel 408 a.C., lasciando Atene. È probabile che l'opera sia stata messa in scena per la prima volta in Macedonia e con Euripide ancora in vita, forse al teatro di Dion, ma su questo non abbiamo documentazione.

## Trama
La trama è ricostruibile da Iginoː
Questi, in una sola battaglia, mise in fuga i nemici e chiese al re le cose che gli erano state promesse. Ma quello, dissuaso dagli amici, tradì la sua fiducia e volle preparare per lui un inganno. Infatti ordinò che fosse costruita una fossa, che in essa fossero gettati molti carboni, che fosse incendiata e che sopra fossero posti sottili ramoscelli in modo che Archelao, una volta giuntoci sopra, li tagliasse (col suo peso). 
Un servo svelò quest’inganno del re ad Archelao che, saputa la cosa, disse di voler tenere un colloquio segreto con il re. Allontanatisi i testimoni, Archelao gettò nella fossa il re, afferratolo prontamente e, così, lo uccise; grazie al responso del dio Apollo da lì fuggì e, conducendolo una capra in Macedonia, fondò la città di Ege dal presagio della capra.»
(trad. A. D'Andria)